# Gogibus
De Gogibus, in de Engelstalige wereld bekend als de "Gogibus Pearl", is een beroemde peervormige zoutwaterparel van 504 grein oftewel 126 karaat. De parel heeft een witte parelmoerglans.
Deze beroemde parel is gevonden in 1620, ergens in West-Indië. De exacte vindplaats is niet bekend, maar vermoedelijk is het de kust van het huidige Venezuela of Colombia. Hij dankt zijn naam aan Francois Gogibus, een inwoner van Calais die een van de eerste eigenaren was. Hij verkocht de parel, indertijd de grootste in Europa, aan Filips IV van Spanje.
Abernathyparel ·
Parel van Bao Dai · 
La Pelegrina · 
Gogibus ·
Shah Sofi ·
La Peregrina ·
Sara/Tavernier/Shaista Khan · 
Parel van Allah ·
Parel van Karel I ·
Parel van Karel II ·
Jomonparel · 
Greshamparel ·
La Reine des Perles ·
Abernathyparel · 
La Huerfana · 
De Hopeparel · 
Imperial Hong Kong Pearl ·
La Régente ·
Parel van Koeweit ·
Manciniparels · 
Drexelparel ·
De Parel van Azië · 
Arco-Valleyparel · 
Christopher Walling Abaloneparel · 
Survivalparel · 
Oviedoparel ·
Queen/Patersonparel